# Férfi kajak egyes 200 méter a 2016. évi nyári olimpiai játékokon

## Versenynaptár
Az időpontok helyi idő szerint, zárójelben magyar idő szerint olvashatóak.
| Dátum                        | Időpont       | Forduló  |
| ---------------------------- | ------------- | -------- |
| 2016. augusztus 19., péntek  | 9:00 (14:00)  | Előfutam |
| 2016. augusztus 19., péntek  | 10:07 (15:07) | Elődöntő |
| 2016. augusztus 20., szombat | 9:07 (14:07)  | Döntő    |

## Eredmények

### Előfutamok
Az 1-5. helyezettek és a legjobb hatodik az elődöntőbe jutottak.
| Helyezés | Név                        | Nemzet               | Idő      | Mj       |
| 1. futam | 1. futam                   | 1. futam             | 1. futam | 1. futam |
| -------- | -------------------------- | -------------------- | -------- | -------- |
| 1.       | Ronald Rauhe               | Németország (GER)    | 34,350   | Q        |
| 2.       | Manfredi Rizza             | Olaszország (ITA)    | 34,726   | Q        |
| 3.       | Mark de Jonge              | Kanada (CAN)         | 34,898   | Q        |
| 4.       | Aleksejs Rumjancevs        | Lettország (LAT)     | 35,175   | Q        |
| 5.       | César de Cesare            | Ecuador (ECU)        | 35,216   | Q        |
| 6.       | Paweł Kaczmarek            | Lengyelország (POL)  | 35,562   |          |
| 7.       | Edson Silva                | Brazília (BRA)       | 35,665   |          |
| 8.       | Alekszej Gyergunov         | Kazahsztán (KAZ)     | 36,647   |          |
| 2. futam |                            |                      |          |          |
| 1.       | Maxime Beaumont            | Franciaország (FRA)  | 34,322   | Q        |
| 2.       | Saúl Craviotto             | Spanyolország (ESP)  | 34,694   | Q        |
| 3.       | Molnár Péter               | Magyarország (HUN)   | 35,102   | Q        |
| 4.       | Jevgenyij Lukancov         | Oroszország (RUS)    | 35,245   | Q        |
| 5.       | Cso Gvanghi (Jo Gwang-hui) | Dél-Korea (KOR)      | 35,402   | Q        |
| 6.       | Fidel Antonio Vargas       | Kuba (CUB)           | 35,561   |          |
| 7.       | Filip Šváb                 | Csehország (CZE)     | 35,567   |          |
| 3. futam |                            |                      |          |          |
| 1.       | Liam Heath                 | Nagy-Britannia (GBR) | 34,327   | Q        |
| 2.       | Stephen Bird               | Ausztrália (AUS)     | 34,650   | Q        |
| 3.       | Marko Novaković            | Szerbia (SRB)        | 34,938   | Q        |
| 4.       | Ignas Navakauskas          | Litvánia (LTU)       | 35,144   | Q        |
| 5.       | Petter Menning             | Svédország (SWE)     | 35,264   | Q        |
| 6.       | Rubén Rézola               | Argentína (ARG)      | 35,491   | Q        |
| 7.       | Karim Elsayed              | Egyiptom (EGY)       | 37,294   |          |

### Elődöntők
| Helyezés | Név                        | Nemzet               | Idő      | Mj       |
| 1. futam | 1. futam                   | 1. futam             | 1. futam | 1. futam |
| -------- | -------------------------- | -------------------- | -------- | -------- |
| 1.       | Liam Heath                 | Nagy-Britannia (GBR) | 34,076   | Q        |
| 2.       | Ronald Rauhe               | Németország (GER)    | 34,180   | Q        |
| 3.       | Saúl Craviotto             | Spanyolország (ESP)  | 34,545   | Q        |
| 4.       | Mark de Jonge              | Kanada (CAN)         | 34,775   | Q        |
| 5.       | Marko Novaković            | Szerbia (SRB)        | 34,778   |          |
| 6.       | Petter Menning             | Svédország (SWE)     | 34,995   |          |
| 7.       | Jevgenyij Lukancov         | Oroszország (RUS)    | 35,567   |          |
| 8.       | César de Cesare            | Ecuador (ECU)        | 35,936   |          |
| 2. futam |                            |                      |          |          |
| 1.       | Maxime Beaumont            | Franciaország (FRA)  | 34,398   | Q        |
| 2.       | Stephen Bird               | Ausztrália (AUS)     | 34,584   | Q        |
| 3.       | Manfredi Rizza             | Olaszország (ITA)    | 34,686   | Q        |
| 4.       | Aleksejs Rumjancevs        | Lettország (LAT)     | 34,722   | Q        |
| 5.       | Ignas Navakauskas          | Litvánia (LTU)       | 35,168   |          |
| 6.       | Molnár Péter               | Magyarország (HUN)   | 35,207   |          |
| 7.       | Rubén Rézola               | Argentína (ARG)      | 35,439   |          |
| 8.       | Cso Gvanghi (Jo Gwang-hui) | Dél-Korea (KOR)      | 35,869   |          |

### Döntők

#### B-döntő
| Helyezés | Név                        | Nemzet             | Idő    |
| -------- | -------------------------- | ------------------ | ------ |
| 1.       | Ignas Navakauskas          | Litvánia (LTU)     | 37,075 |
| 2.       | Petter Menning             | Svédország (SWE)   | 37,104 |
| 3.       | César de Cesare            | Ecuador (ECU)      | 37,169 |
| 4.       | Cso Gvanghi (Jo Gwang-hui) | Dél-Korea (KOR)    | 37,265 |
| 5.       | Marko Novaković            | Szerbia (SRB)      | 37,415 |
| 6.       | Jevgenyij Lukancov         | Oroszország (RUS)  | 37,482 |
| 7.       | Molnár Péter               | Magyarország (HUN) | 37,896 |
| 8.       | Rubén Rézola               | Argentína (ARG)    | 38,061 |

#### A-döntő
| Helyezés | Név                 | Nemzet               | Idő    |
| -------- | ------------------- | -------------------- | ------ |
| Arany    | Liam Heath          | Nagy-Britannia (GBR) | 35,197 |
| Ezüst    | Maxime Beaumont     | Franciaország (FRA)  | 35,362 |
| Bronz    | Saúl Craviotto      | Spanyolország (ESP)  | 35,662 |
| Bronz    | Ronald Rauhe        | Németország (GER)    | 35,662 |
| 5.       | Aleksejs Rumjancevs | Lettország (LAT)     | 35,891 |
| 6.       | Manfredi Rizza      | Olaszország (ITA)    | 36,000 |
| 7.       | Mark de Jonge       | Kanada (CAN)         | 36,080 |
| 8.       | Stephen Bird        | Ausztrália (AUS)     | 36,426 |